# Øya
Øya er en bydel i Trondheim kommune, Sør-Trøndelag. Bydelen ligger på en halvø, hvor Nidelva slynge sig rundt om. Mod sydøst grænser Øya op til bydelen Elgeseter. St. Olavs Hospital, Øya stadion og messe- og kongreshallen Trondheim Spektrum ligger alle på Øya. Klostergata strækker sig gennem hele bydelen. To gangbroer over Nidelven, Gangbrua og Nidareid bru og forbinder Øya med henholdsvis Kalvskinnet og Ila.

## Galleri
- Kort over Øya fra 1898.
- Øya stadion.
- Gangbroen mellem Øya og Kalvskinnet.
- Trondheim Spektrum.

63°25′34″N 10°22′45″Ø / 63.426071°N 10.379291°Ø